# Hamlet liikemaailmassa
Hamlet liikemaailmassa (bra: Hamlet Vai à Luta) é um filme de comédia finlandês de 1987 dirigido por Aki Kaurismäki e estrelado por Pirkka-Pekka Petelius. É baseado na peça Hamlet, de William Shakespeare, mas os eventos acontecem em uma moderna empresa familiar finlandesa de processamento de madeira.

## Enredo
Após a morte do pai, Hamlet herda um assento no conselho da empresa controlada por seu tio que decide entrar no mercado de patos de borracha. Hamlet suspeita das circunstâncias da morte de seu pai.

## Elenco
- Pirkka-Pekka Petelius como Hamlet
- Esko Salminen como Klaus
- Kati Outinen como Ofelia
- Elina Salo como Gertrud
- Esko Nikkari como Polonius
- Kari Väänänen como Lauri Polonius
- Puntti Valtonen como Simo
- Mari Rantasila como Helena
- Turo Pajala como Rosencranz
- Aake Kalliala como Gyldenstern
- Pentti Auer como pai de Hamlet
- Matti Pellonpää como guarda
- Vesa Mäkelä como médico